# Chán Sulejmán a víla Fatmé
Chán Sulejmán a víla Fatmé je československá pohádka z roku 1985, režírovaná Věrou Jordánovou.

## Obsah
Chán Sulejmán se při lovu ztratí a zamiluje se do víly Fatmé. Bludice by ale chtěla, aby si chán Sulejmán vzal za ženu její dceru Buluku. Zakleje tedy Fatmé do keře. Duhový pták prozradí Sulejmánovi, co se stalo. Sulejmánovi se podaří Bludici a Buluku kouzlem přinutit odejít ze zámku. Po Buluce zbude pouze závoj, který chce Sulejmán zničit, ale duhový pták mu poradí, aby to nedělal. Sulejmán najde keř, do kterého je zakleta Fatmé, položí na něj závoj a tím Fatmé vysvobodí.

## Obsazení
| Jiří Bartoška        | chán Sulejmán                      |
| Zora Jandová         | víla Fatmé / Buluka, dcera Bludice |
| Libuše Geprtová      | čarodějnice Bludice                |
| Jiří Zahajský        | zahradník                          |
| Milena Steinmasslová | zahradníkova dcera                 |
| Oldřich Vlach        | kuchař                             |
| Milan Mach           | ceremoniář                         |
| Petr Svárovský       | sluha                              |
| Karel Sekera         | sluha                              |
| Jiří Novotný         | duhový pták (pouze hlas)           |
| Jaroslav Vidlář      | duhový pták (loutku vodil)         |
| Jana Prachařová      | duhový pták (loutku vodila)        |

## Tvůrci a štáb
- Režie: Věra Jordánová
- Scénář: Květa Kuršová
- Dramaturgie: Jarmila Turnovská
- Kamera: František Němec
- Vedoucí výrobního štábu: Vladimír Argayová
- Hudba: Vadim Petrov
- Texty písní: Ivo Fischer
- Hudební režie: Vadim Petrov ml.
- Výtvarník dekorací: Miloš Ditrich
- Výtvarník kostýmů: Josef Jelínek
- Zvuk: Václav Nosek, Petr Šimák
- Střih: Věra Štěpánková
- Střih záznamu: Marie Maršálková, Mirko Veselý
- Kameramani: Petr Polák, Petr Prima, Jan Hušek
- Masky: Květa Holasová, René Stejskal
- Skript: Luďka Mužíková
- Asistent režie: Hana Knoblochová
- Pomocná režie: Klema Kavánková

## Produkční a technické údaje
- Premiéra: 31. prosinec 1985, I. program Československé televize (od 10:30)
- Výroba: Československá televize Praha, Hlavní redakce vysílání pro děti a mládež, © 1985
- Barva: barevný
- Jazyk: čeština
- Délka: cca 60 minut
- Formát obrazu: 4:3